# Harpo (fumetto)
Harpo è personaggio immaginario protagonista di una omonima serie di fumetti a strisce ideata nel 1991 da Tito Faraci. Esordì sul settimanale Comix e poi venne raccolta in volume dalla Glénat nel 1991. I disegni erano di Silvia Mondini.

## Biografia del personaggio
Harpo è un maiale antropomorfo blu, pigro e ingordo che vive a casa di un vecchietto che lo crede un cane. Harpo se ne approfitta e passa il tempo con pizza, birra e poker, capace di parlare e con intelligenza umana, nonché con la capacità di camminare bipede. Riuscì a salvarsi dalla macellazione a cui era destinato dopo aver convinto un cane a cedergli il suo posto sul camion per il negozio di animali dove fu messo in vendita e acquistato da un vecchio estremamente miope che lo scambiò per un vero cane e da allora vive a casa sua approfittandosi della sua miopia per continuare a fare la vita dell'animale viziato passando le giornate bevendo birra, mangiando pizza e giocando a poker con gli altri animali del quartiere, in particolare un gatto, un cane randagio e un ratto.